# Comuna Veazove, Ohtîrka
Veazove (în ucraineană В'язове) este o comună în raionul Ohtîrka, regiunea Sumî, Ucraina, formată din satele Rubanî, Șabaltaieve, Skelka și Veazove (reședința).

## Demografie
Componența lingvistică a comunei Veazove
     Ucraineană (97,21%)
     Rusă (2,79%)
Conform recensământului din 2001, majoritatea populației comunei Veazove era vorbitoare de ucraineană (97,21%), existând în minoritate și vorbitori de rusă (2,79%).